# Maylin del Toro Carvajal
Maylin del Toro Carvajal (née le 22 octobre 1994) est une judokate cubaine concourant dans la catégorie des moins de 63 kg. Ses dernières victoires sont les Jeux panaméricains de 2019 en poids mi-moyens (moins de 63 kg),. 

## Palmarès
| Jeux panaméricains         | Jeux panaméricains     | Jeux panaméricains | Jeux panaméricains |
| Année                      | Lieu                   | Médaille           | Catégorie          |
| -------------------------- | ---------------------- | ------------------ | ------------------ |
| 2015                       | Toronto ( Canada)      | 3e                 | –63 kg             |
| 2019                       | Lima ( Pérou)          | 1re                | –63 kg             |
| Championnats panaméricains |                        |                    |                    |
| Année                      | Lieu                   | Médaille           | Catégorie          |
| 2015                       | Edmonton ( Canada)     | 1re                | –63 kg             |
| 2018                       | San José ( Costa Rica) | 1re                | –63 kg             |
| 2019                       | Lima ( Pérou)          | 2e                 | –63 kg             |